# SF交響ファンタジー
『SF交響ファンタジー』（エスエフこうきょうファンタジー、SYMPHONIC FANTASIA）は、日本の作曲家伊福部昭が、自身で作曲した東宝特撮映画の音楽を1983年に演奏会用管弦楽曲として編曲した作品である。第1番から第3番までの3曲があり、すべて三管編成を採用している。
なお、4作目にあたる作品として『交響ファンタジー「ゴジラvsキングギドラ」』が1991年に編まれている。

## 概要
1978年に特撮映画研究家竹内博や西脇博光と東宝レコードのプロデューサーとの間に、伊福部の映画音楽を管弦楽曲化できないかという話が持ち上がっていた。一旦この話は流れてしまうものの、1983年2月に五反田ゆうぽうとで伊福部作品のコンサートが行われた際に、キングレコード、東宝音楽出版、東京交響楽団の各スタッフの間で伊福部の映画音楽コンサートを開こうという話が再び持ち上がり、作曲者本人にその企画を持って行くこととなった。伊福部は当初映画音楽の単独での演奏に難色を示していたが、ファンやスタッフの熱意に折れる形で、2月末ごろに承諾した。
5月までにコンサートの内容・予定もできあがり、司会として俳優の平田昭彦を、またゲストとして東宝プロデューサー田中友幸と映画監督本多猪四郎を呼ぶことも決まった。そして伊福部はまず草稿を書き上げた後、特撮映画の音楽素材を接続曲風に組み合わせた3つの管弦楽曲に編み上げた（題名も「楽案の発展しない自由な形式の楽曲」というような意図で幻想曲（Fantasia）の名を与えている）。ちなみに彼は睡眠薬を使用しながら必死に筆を進めていた、と初演予定日近くに伊福部夫人から電話で聞いた、と木部与巴仁は記している。
1983年8月5日に日比谷公会堂で開催された「伊福部昭・SF特撮映画音楽の夕べ」で、汐澤安彦の指揮する東京交響楽団により、同じく管弦楽用に編曲された『倭太鼓とオーケストラのためのロンド・イン・ブーレスク』（原曲は東京佼成吹奏楽団のために作曲された吹奏楽曲）とともに初演された。この時演奏された4曲はライブ録音され、キングレコードからCDが発売されている。
伊福部本人は当初、1日限りのコンサートのための作品として自身の作品リストにも入れないつもりでいたが、人気が高まるにつれて認めるようになった。また初演当日のプログラムでも、ファンにノスタルジーのようなものを感じてもらえれば幸甚であるといったことを記すとともに、自分の作品を愛するファン全てにこの曲を献呈したいとも述べている。

## SF交響ファンタジー第1番
演奏時間 約15分

### 編成（第1番）
ピッコロ、フルート2、オーボエ2、イングリッシュホルン、クラリネット2、バスクラリネット、ファゴット2、コントラファゴット、ホルン4、トランペット3、トロンボーン2、バストロンボーン、チューバ、ティンパニ、打楽器4（大太鼓、スネアドラム2、吊りシンバル、トムトム2、タムタム、コンガ、ハープ、ピアノ、弦五部。

### 曲の構成（第1番）
6本の映画から採られており、切れ目なく奏される。
- ゴジラの動機
- 間奏部
- 『ゴジラ』 - タイトルテーマ
- 『キングコング対ゴジラ』 - タイトルテーマ
- 『宇宙大戦争』 - 夜曲
- 『フランケンシュタイン対地底怪獣』 - バラゴンの恐怖
- 『三大怪獣 地球最大の決戦』 - ゴジラとラドン
- 『宇宙大戦争』 - タイトルテーマ
- 『怪獣総進撃』 - マーチ
- 『宇宙大戦争』 - 戦争シーン

## SF交響ファンタジー第2番
演奏時間 約16分

### 編成（第2番）
ピッコロ、フルート2、オーボエ2、イングリッシュホルン、クラリネット2、バスクラリネット、ファゴット2、コントラファゴット、ホルン4、トランペット3、トロンボーン2、バストロンボーン、チューバ、ティンパニ、打楽器4（大太鼓、スネアドラム2、吊りシンバル、トムトム2、タムタム、コンガ、ハープ、ピアノ、弦五部。

### 曲の構成（第2番）
8本の映画から採られており、全曲は切れ目なく奏される。
- 『奇巌城の冒険』 - タイトルテーマ
- 『三大怪獣 地球最大の決戦』 - キングギドラのテーマ
- 『キングコング対ゴジラ』 - 格闘音楽
- 『モスラ対ゴジラ』 - 「聖なる泉」
- 『大怪獣バラン』 - タイトルテーマ
- 『三大怪獣 地球最大の決戦』 - 山岳音楽
- 『キングコングの逆襲』 - エレメントX
- 『フランケンシュタインの怪獣 サンダ対ガイラ』 - 自衛隊マーチ
- 『空の大怪獣ラドン』 - 飛行音楽
- 『フランケンシュタインの怪獣 サンダ対ガイラ』 - 自衛隊マーチ

## SF交響ファンタジー第3番
演奏時間 約13分

### 編成（第3番）
ピッコロ、フルート2、オーボエ2、イングリッシュホルン、クラリネット2、バスクラリネット、ファゴット2、コントラファゴット、ホルン4、トランペット3、トロンボーン2、バストロンボーン、チューバ、ティンパニ、打楽器4（大太鼓、スネアドラム2、吊りシンバル、トムトム2、タムタム、コンガ、ハープ、ピアノ、弦五部。

### 曲の構成（第3番）
6本の映画から採られており、全曲は切れ目なく奏される。
- 『怪獣総進撃』 - タイトルテーマ
- 『キングコングの逆襲』 - メカニコングのテーマ
- 『キングコングの逆襲』 - 愛のテーマ
- 『海底軍艦』 - テーマ
- 『キングコング対ゴジラ』 - キングコングの輸送
- 『キングコング対ゴジラ』 - 格闘音楽
- 『海底軍艦』 - マーチ
- 『地球防衛軍』 - マーチ

## ディスコグラフィ（一部）
- 汐澤安彦指揮、東京交響楽団（1983年8月5日初演時ライブ録音）
  - 伊福部昭 SF特撮映画音楽の夕べ 実況録音盤
    - SF交響ファンタジー 第1番・第2番・第3番、倭太鼓とオーケストラのためのロンド・イン・ブーレスク
    - CD 1986年9月発売 レーベル：キングレコード（スターチャイルド） 型番：K32X-7034
- 石井眞木指揮、新交響楽団（1984年ライブ録音）
  - 伊福部昭／交響二題
    - 交響頌偈『釈迦』、 SF交響ファンタジー 第1番
    - CD 1996年5月25日発売 レーベル：フォンテック 型番：FOCD-9086
- 金洪才指揮、大阪シンフォニカー（1987年9月13日伊丹市文化会館ライブ音源）[4]
  - ゴジラ交響ファンタジー～伊福部昭の世界～映画音楽とクラシックの夕べ
    - SF交響ファンタジー 第1番、シンフォニア・タプカーラ、オーケストラのためのロンド・イン・ブーレスク、バレエ音楽「サロメ」
    - CD 1993年12月1日発売 レーベル：バップ
- 小松一彦指揮、東京交響楽団（1989年ライブ録音）
  - SF交響ファンタジー 第1番、交響頌偈『釈迦』
  - CD レーベル∶EMI CLASSICS
- 広上淳一指揮、日本フィルハーモニー交響楽団（1995年録音）
  - 伊福部昭の芸術4 宙 SF交響ファンタジー
    - SF交響ファンタジー 第1番・第2番・第3番、倭太鼓とオーケストラのためのロンド・イン・ブーレスク
    - CD 1995年11月22日発売 レーベル：キングレコード 型番：KICC-178 53分

  - ゴジラに捧ぐ 伊福部昭 SF交響ファンタジー全曲
    - SF交響ファンタジー 第1番・第2番・第3番
    - CD 1999年12月23日発売 レーベル：キングレコード  型番：KICS-775 43分
- 石井眞木指揮、新星日本交響楽団（1991年ライブ録音）
  - 伊福部昭の世界
    - 交響ファンタジー「ゴジラVSキングギドラ」、他
    - CD 1992年3月18日発売 レーベル：FUTURELAND  型番：TYCY-5217/8
- 本名徹次指揮、日本フィルハーモニー交響楽団（2003年録音）
  - 伊福部昭の芸術7 幻 わんぱく王子の大蛇退治
    - 交響ファンタジー「ゴジラVSキングギドラ」、交響組曲「わんぱく王子の大蛇退治」
    - CD 2003年11月27日発売 レーベル：キングレコード 型番：KICC-440 48分
- 本名徹次指揮、日本フィルハーモニー交響楽団（2004年ライブ録音）
  - 伊福部昭の芸術8 特別篇 頌―伊福部昭 卆寿を祝うバースデイ・コンサート
    - フィリピンに贈る祝典序曲、日本狂詩曲、SF交響ファンタジー 第1番、交響頌偈『釈迦』、他
    - CD 2004年11月3日発売 レーベル：キングレコード 型番：KICC-469～70
- ドミトリ・ヤブロンスキー指揮、ロシア・フィルハーモニー管弦楽団（2004年録音）
  - シンフォニア・タプカーラ、リトミカ・オスティナータ、SF交響ファンタジー 第1番
    - 2005年10月18日発売 レーベル：ナクソス（日本作曲家選輯） 型番：8.557587
- 『ゴジラファンタジー SF交響ファンタジー』
  - VHS 1985年2月1日発売[5]。
  - SF交響ファンタジーに映像を付けたビデオソフト[5]。
- オムニバス（前述の録音のいずれかを含む）
  - 伊福部昭 ベスト･クラシックス
    - ゴジラの主題によせるバラード、SF交響ファンタジー第1番、日本狂詩曲、交響譚詩、14人のソリストのための土俗的三連画、交響ファンタジー「ゴジラVSキングギドラ」、Hommage a A.I.
    - SHM-CD 2014年5月28日発売 レーベル：ユニバーサルミュージック 型番：UPCY-6828 77分

  - ゴジラファンタジー/ゴジラ伝説[6]
    - レーザーディスク 1986年7月21日発売[7] 東宝 型番:TLL-2055 90分
    - 「SF怪獣シンセサウンド ゴジラ伝説」と同時収録[7]。2005年に発売された「GODZILLA FINAL BOX」の特典ディスク「ゴジラ スペシャル・アーカイブス DISC-2」に再収録されている[8]

  - ゴジラVSキングギドラ 驚異の伊福部サウンド 伊福部昭 特撮/アニメ作品集
    - DVD-Audio 2004年5月26日発売 レーベル：キングレコード 型番：KIAW-15 49分